# Cyril Carrillo
Cyril Carrillo (Marsiglia, 1º settembre 1990) è un pilota motociclistico francese.

## Carriera
Ha partecipato al campionato Europeo Velocità della classe 125 nel 2006 alla guida di una Honda giungendo al 29º posto stagionale; nell'edizione del 2008 dello stesso campionato, sempre nella stessa classe e con la stessa motocicletta giunge invece all'11º posto. Nel 2007 ha partecipato alla Red Bull MotoGP Rookies Cup, piazzandosi in quarta posizione con 80 punti.
Ha avuto la possibilità di esordire, sempre nella classe 125, al motomondiale nel 2007, in qualità di wild card. Nel 2008 corre altri due Gran Premi sempre in qualità di wildcard e tre da pilota titolare nel team FFM Honda GP 125; ne disputa uno anche nel 2009. In nessuna delle sue partecipazioni ha però raggiunto piazzamenti tali da consentirgli di ottenere punti validi per la classifica mondiale.
Nel 2009 ha vinto il campionato nazionale francese 125 e nel 2010 passa a gareggiare nel campionato Europeo Superstock 600 dove, pur disputando solo quattro gare, ottiene dodici punti classificandosi ventitreesimo.

## Risultati nel motomondiale
| 2007 | Classe | Moto  |  |  |  |  |  |  |  |  |  |  |    |  |  |  |  |  |    |  | Punti | Pos. |
| ---- | ------ | ----- |  |  |  |  |  |  |  |  |  |  | -- |  |  |  |  |  | -- |  | ----- | ---- |
| 2007 | 125    | Honda |  |  |  |  |  |  |  |  |  |  | NE |  |  |  |  |  | 25 |  | 0     |      |

| 2008 | Classe | Moto  |  |  |    |  |     |  |  |  |  |  |    |  |  |    |    |    |    |  | Punti | Pos. |
| ---- | ------ | ----- |  |  | -- |  | --- |  |  |  |  |  | -- |  |  | -- | -- | -- | -- |  | ----- | ---- |
| 2008 | 125    | Honda |  |  | 25 |  | Rit |  |  |  |  |  | NE |  |  | 28 | 26 | 18 | NP |  | 0     |      |

| 2009 | Classe | Moto  |  |  |  |     |  |  |  |    |  |  |  |  |  |  |  |  |  |  | Punti | Pos. |
| ---- | ------ | ----- |  |  |  | --- |  |  |  | -- |  |  |  |  |  |  |  |  |  |  | ----- | ---- |
| 2009 | 125    | Honda |  |  |  | Rit |  |  |  | NE |  |  |  |  |  |  |  |  |  |  | 0     |      |

| Legenda | 1º posto        | 2º posto            | 3º posto            | A punti      | Senza punti        | Grassetto – Pole position Corsivo – Giro più veloce |
| Legenda | Gara non valida | Non qual./Non part. | Ritirato/Non class. | Squalificato | '-' Dato non disp. | Grassetto – Pole position Corsivo – Giro più veloce |